# 相星孝一
相星孝一（日语：／，1959年2月4日—）日本外交官，曾任地球規模課題審議官、外務省領事局長、駐以色列大使，第21任駐大韓民國大使。

## 外部連結
- ASEAN日本政府代表部 - Mission of Japan to ASEAN　相星大使挨拶（ASEAN日本政府代表部ホームページ）
- （コロナ特集）「コロナ政局」となったイスラエル （页面存档备份，存于） - 2020年9月29日